# Bridgnorth
 (avril 2018).
Si vous disposez d'ouvrages ou d'articles de référence ou si vous connaissez des sites web de qualité traitant du thème abordé ici, merci de compléter l'article en donnant les références utiles à sa vérifiabilité et en les liant à la section « Notes et références ».
Bridgnorth est une ville du Shropshire en Angleterre, dans la vallée de la Severn.
La ville est divisée en deux parties, la ville basse et la ville haute, nommées ainsi du fait de leur position par rapport au fleuve Severn qui sépare la ville haute sur la rive droite de la ville basse sur la rive gauche. 
Bridgnorth (Bridgenorth, littéralement pont nord) est nommée ainsi du fait d'un pont construit sur le fleuve Severn plus au nord qu'un pont plus ancien à Quatford. C'est le chef-lieu et la ville la plus peuplée du district de Bridgnorth. 
D'après le recensement de 2001 la population est de 11 891 habitants mais une estimation plus récente la porte à 12 216 habitants.

## Histoire
L'histoire de Bridgnoth est en relation avec Æthelflæd, dame des Merciens, qui a fait construire une barrière en 912 du fait de sa politique offensive contre les Danois. Après les conquêtes normandes Guillaume le Conquérant donna le manoir de Bridgnorth à Roger de Montgommery, son fils Robert de Bellême en fit son château et transféra sa cour de Quatfort à Bridgnorth, puis devint un comté royal en 1102 après l'ordonnance de Robert. Plus tard, en 1546, la ville fut rattachée au royaume par Jacques er d'Angleterre.
Il est probable qu'Henri I donna aux bourgeois certains privilèges car Henri II confirma tous les privilèges et concessions qu'ils avaient acquis du temps d'Henri I. Le roi Jean les exempta de péage dans toute l'Angleterre sauf dans la cité de Londres et, en 1227, Henri III leur conféra plusieurs droits et libertés parmi lesquels une guilde de marchands commerçant avec la Hanse. Ces chartes originelles furent confirmées par plusieurs rois, Henry VI allouant lors d'assises supplémentaires des droits sur pain, la bière blonde et autres privilèges. La bourgeoisie envoya deux de ses membres au Parlement en 1295 et continua ainsi jusqu'en 1867 où seul un représentant leur fut accordé. Deux fêtes leur furent accordées: une fête annuelle pour la célébration de la conversion de saint Léonard et les trois jours suivants en 1359 puis, en 1630, Charles I leur donna le droit de célébrer le jeudi d'avant la première semaine du carême ainsi que les deux jours suivants.
La ville ne fut plus une zone franche en 1885.
En 1978 Bridgnorth devint ville jumelle de la ville française Thiers, puis plus tard en 1992 se jumela avec Schrobenhausen, ville allemande en Bavière avec laquelle Thiers était déjà jumelée. Le 21 août 2003 Bridgnorth a reçu le statut de Fairtrade Town.
Des papiers non vérifiés datant de 1941 furent trouvés en 2005, ils montrent des nouveaux détails à propos de l'opération Seelöwe, les plans militaires du Troisième Reich pour l'invasion de la Grande Bretagne. Le plan n'a jamais été mené a bien mais incluait des détails sur deux villes tranquilles du Shropshire : Ludlow et Bridgnorth. Certains experts en déduisent qu'Hitler voulait faire de Bridgnorth le quartier général allemand en Grande Bretagne du fait de sa position centrale, sa ruralité, ses connexions ferroviaires et son aérodrome (qui n'est plus en activité de nos jours).

## Centres d'intérêt

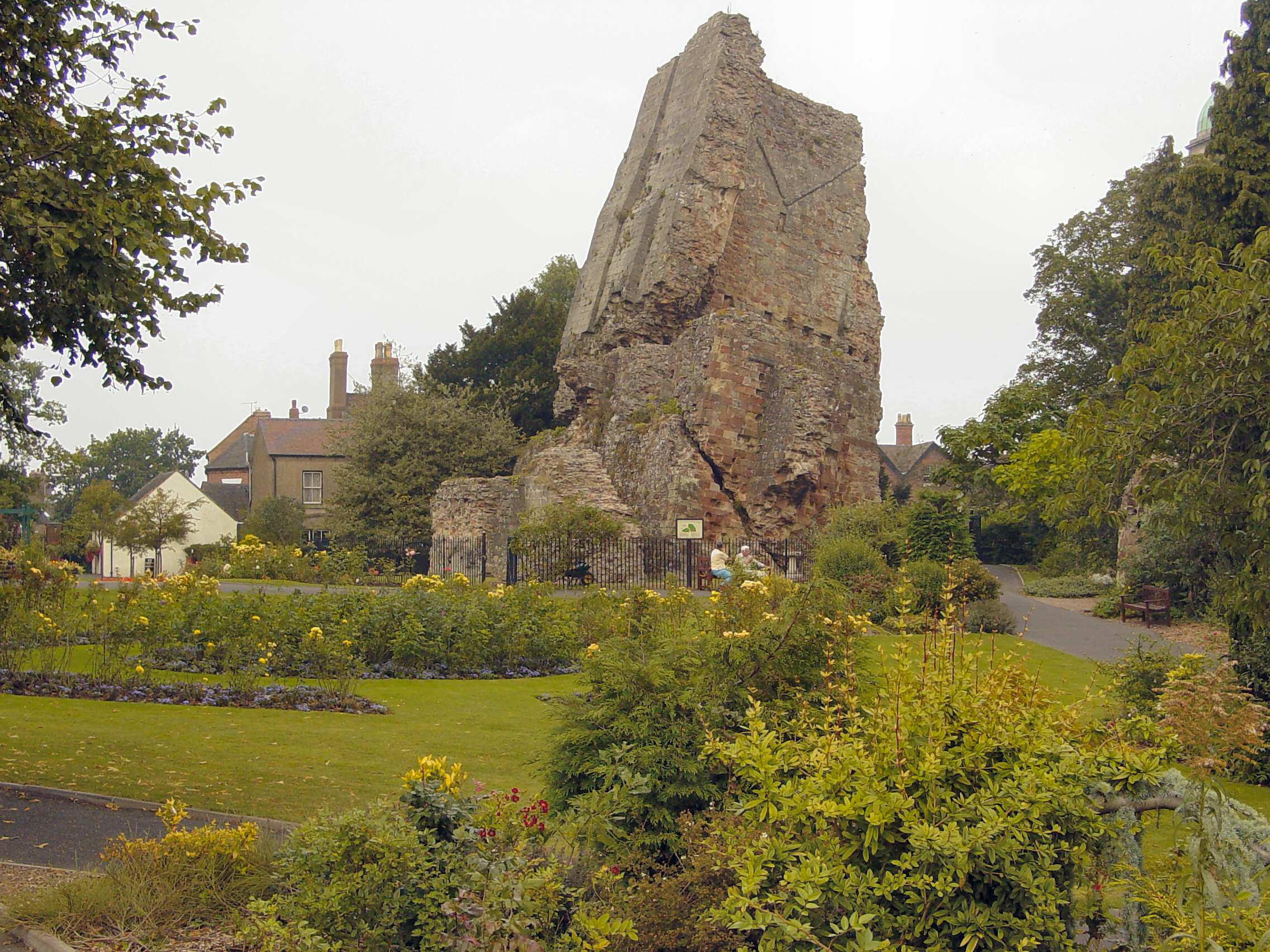
Les ruines du château de Bridgnorth.

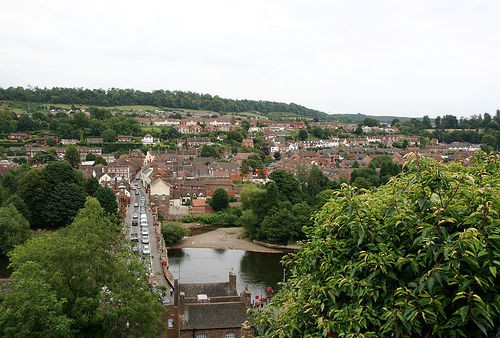
Vue de la ville haute sur le fleuve Severn.

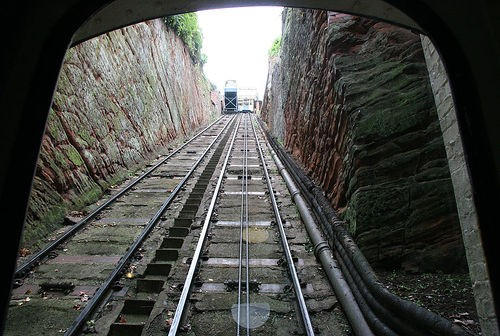
Funiculaire de Bridgnorth.

Bridgnorth a de nombreuses particularités intéressantes. La ville possède notamment de nombreuses maisons à colombage, dont la mairie. Les ruines du château de Bridgnorth y sont aussi présentes.
Un funiculaire relie la ville haute et la ville basse, il est le plus raide funiculaire de ce type du pays. La ville possède aussi une gare de trains historiques où des trains restaurés, maintenus par des bénévoles, parcourent la Severn Valley Railway vers le sud en direction de Kidderminster.
Questions loisirs et divertissements il y a un théâtre, le Theatre On The Steps, et un cinéma construit dans les années 1930 (toujours en activité) ainsi que le cinéma Majestic Cinema qui avait une seule salle à l'origine mais en a maintenant trois. La ville a aussi de nombreux bars et restaurants ainsi que 27 pubs, la plupart traditionnels, rendant la ville attrayante pour de nombreux touristes, notamment le légendaire Railwayman's Arms dans la station Severn Valley Railway.
La ville haute est dominée par deux églises anglicanes, dont l'église St. Mary, construite selon le style classique de la fin du XVIIIe siècle dont l'architecte était Thomas Telford. L'architecture de cette église a, semble-t-il, inspiré l'architecture de deux églises dublinoises: l'église St. Stephen et l'église St. Paul sur Arran Quay. Le dôme de cette dernière est similaire à celui de l'église St. Mary bien qu'ayant été construit 40 ans plus tard. Le dôme de l'école aéronavale royale (RAF College Cranwell) montre aussi des similarités avec celui de l'église St. Mary. L'autre église de la ville haute est l'église St. Leonard qui fut une église collégiale et a été en grande partie reconstruite en 1862.
Parmi les autres bâtiments intéressants on notera la mairie, datant du XVIIe siècle, une ancienne porte de la cité ainsi que Daniel's Mill, un moulin à eau situé non loin de la ville le long du fleuve Severn.

## Éducation
Brignorth possède plusieurs écoles primaires dont : Castlefields County Primary School, deux écoles anglicanes, St. Mary et St. Leonard, l'école catholique St. John ainsi que les écoles Morville et Brown Clee.
La ville a deux écoles secondaires: Oldbury Wells School et The Endowed School. Des élèves de la ville et des environs, dont les villages de Alveley et Highley, y poursuivent des études.

## Sport
Le Bridgnorth Town Football Club est le club local de football. Le club a rejoint l'association sportive du Worcestershire en 1938 et a, par deux fois, atteint le 5e tour de la coupe FA Vase.
Le club de football junior Bridgnorth Spartans est un des plus grands clubs juniors du Shropshire avec 21 équipes concourant durant la saison 2007/08. Ces équipes comprennent 16 équipes de garçons, de 8 à 16 ans, 4 équipes féminines ainsi qu'un ladies team réservé à des amatrices féminines adultes. Le club a aussi une crèche pour les 3 à 7 ans) l'école St. Mary les samedis matin appelée les Little Spartans (les petits Spartiates). Les matchs à domicile se jouent à l'école Oldubry Wells les samedis et dimanches. La tenue des joueurs est constituée de rayures rouges et noires.

## Personnalités
Plusieurs personnalités sont nées à Bridgnorth, dont Thomas Percy, évêque de Dromore, un éditeur d'anciennes poésies anglaises, et David Preece[réf. nécessaire], un joueur de football anglais, milieu de terrain, qui joua trois fois pour l'équipe B anglaise. Dominic Sandbrook, un historien et écrivain britannique est aussi né à Bridgnorth en 1974. Francis Moore (1657 - 1715) est un autre illustre britannique né dans cette ville ; cet autodidacte publia Old Moore's Almanach, un livre où il prédisait le temps ainsi que le futur.
Richard Baxter (12 novembre 1615 - 8 décembre 1691), le puritain théologien anglais vécut dans le centre-ville de Bridgnorth de 1638 à 1640. Le musicien Max Rafferty, du groupe The Kooks, a été à l'école Endowed School. Martin Butler, né le 15 septembre à Dudley, Angleterre, est un joueur de football attaquant anglais qui a passé la plus grande partie de son enfance à Bridgnorth.